# Kjósarhreppur
Kjósarhreppur – gmina w południowo-zachodniej Islandii, na południowym wybrzeżu fiordu Hvalfjörður, na północ od masywu Esja. Przez gminę przepływa rzeka Laxá í Kjós. Gmina wchodzi w skład regionu stołecznego, położona jest w jego północnej części. 

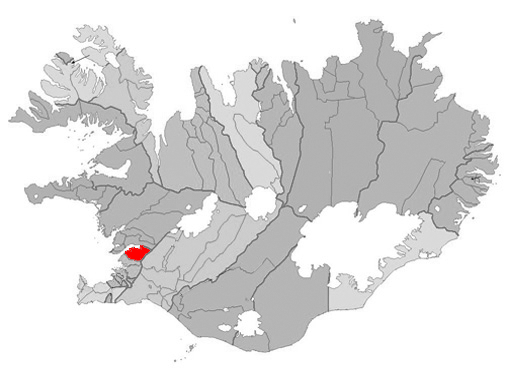
Położenie gminy Kjósarhreppur na mapie administracyjnej kraju

Jest to największa pod względem powierzchni gmina w tym regionie, a jednocześnie najmniejsza pod względem liczby ludności. Na początku 2018 roku zamieszkiwało ją 221 osób. Brak jest większych osad w gminie. Przez gminę przebiega droga nr 47, która prowadzi wzdłuż obu brzegów fiordu Hvalfjörður. 